# Gymnasium Donauwörth
Das Gymnasium Donauwörth ist eine weiterführende Schule in der Großen Kreisstadt Donauwörth. Das Gymnasium bietet vier Zweige an: den neusprachlichen, den humanistischen, den naturwissenschaftlich-technologischen sowie den wirtschafts- und sozialwissenschaftlichen. Das Gymnasium ist Fairtrade-School, Seminarschule, offene Ganztagsschule und ein Referenzgymnasium der Technischen Universität München.

## Geschichte
Lateinschulen hatte es in Donauwörth, Freie Reichsstadt von 1301 bis 1607 und kurzzeitig nochmals während des Spanischen Erbfolgekriegs, bereits im Mittelalter und in der Frühen Neuzeit gegeben. Wie beinahe überall in den ländlich geprägten überwiegend katholischen Gegenden Deutschlands schlug auch dem 1714 reichs- und völkerrechtlich endgültig zur (kur-)bayerischen Landstadt gewordenen Donauwörth die Säkularisation von 1802/03 eine bildungsgeschichtliche Bresche. Das pädagogische, propädeutische und wissenschaftliche Wirken der in der Stadt bis dahin ansässigen Orden, neben Kapuzinern und Deutschem Orden insbesondere der Benediktiner von Heilig Kreuz, welches auch Donauwörth an das katholische Bildungsnetzwerk der Reichskirche angebunden hatte, fiel nun komplett weg.
Gymnasien oder Lyzeen hatte es in Donauwörth nie gegeben, auch wenn Maximilian I. von Bayern beabsichtigte, den Jesuitenorden auch in seinem neuen nordistrischen Brückenkopf in Schwaben anzusiedeln. Gleichwohl waren gerade deshalb umso mehr vor allem die anderen geistlichen Orden für die Förderung des geistigen Nachwuchses der Stadt von immenser Wichtigkeit, wie etliche Beispiele erfolgreich gewordener Söhne Donauwörths belegen, die ihre erste Bildung von Heilig-Kreuzer Benediktinern erhielten und dann auf bis ins 17. Jahrhundert noch unangefochten kirchlich dominierte Universitäten geschickt wurden – das sicherlich prominenteste Beispiel hierfür ist Joseph von Weber (1753–1831), 1764–1770 Schüler der Heilig-Kreuzer Benediktiner und später als promovierter Philosoph und Theologe Ordinarius für Physik und Chemie an den Universitäten Dillingen an der Donau, Ingolstadt und Landshut. Wenn auch die Errichtung eines (Jesuiten-)Gymnasiums in Donauwörth letztlich ausblieb – immerhin eröffnete Maximilians Sohn Kurfürst Ferdinand Maria ein neues Kapuzinerkloster in der Stadt (auch dieses in der Berger Vorstadt – bei dessen erhaltenen Konventsgebäuden handelt es sich heute um das Käthe-Kruse-Puppenmuseum sowie Werner Egk-Begegnungsstätte) – ist die gymnasiale, akademische und universitäre oberdeutsche Bildungslandschaft, in welche die Stadt seit dem Ende des Mittelalters eingebettet war, insoweit von einem hochgradig bemerkenswerten Profil, weil einerseits mehrere der besten und angesehensten Gymnasien und Lyzeen des deutschen Sprachraums in der unmittelbaren Umgebung lagen. Andererseits aber waren mehr Universitäten (bzw. im Falle der durch Johannes Sturm Bildungsgeschichte geschrieben habenden Schola Lauingana: reformierte Hohe Schulen) im nahen Umkreis beheimatet als heute.
Die nach der Säkularisation entstandene Bresche sollte letztlich erst wieder nach dem Ende des Zweiten Weltkriegs gefüllt werden: Erst zu diesem relativ späten Zeitpunkt errichtete der bayerische Staat in der bis 1945 immerhin kreisfreien Stadt ein vollgültiges Gymnasium. Bis dies im Jahr 1957 endlich ins Werk gesetzt wurde – verbunden mit umfangreichen Neubauten auf dem heutigen Schulgelände in der Berger Vorstadt –, war es ein steiniger Weg, dessen Anfänge die (Eigen-)Darstellungen des späteren 20. Jahrhunderts übereinstimmend ins Jahr 1889 zurückprojizieren, als im Donauwörther Tanzhaus eine zunächst private Lateinschule gegründet wurde. Diese zog, mittlerweile verstaatlicht zur Königlich Bayerischen Fünfklassigen Lateinschule, 1894 in ein klassizistisches Gebäude zwischen der Donaubrücke und dem Schellenberg um. Dieses war 1848 im Zuge des Baus der Ludwig-Süd-Nord-Bahn als erstes Bahnhofsgebäude der Stadt errichtet worden, büßte inzwischen aber seine Funktion, weil der schmale Bahnkorridor – heute die Donauwörther Promenade – für den rasant gewachsenen Bedarf an Gleisanlagen nicht mehr ausreichte und der Bahnhof deshalb an seinen heutigen Ort verlegt wurde. Diese Anstalt wurde 1897 zum Königlich Bayerischen Progymnasium ernannt und erhielt, nachdem sie nach der Errichtung von Republik und Freistaat 1919 auch Mädchen zugänglich gemacht worden war, 1938 den Status einer Deutschen Oberschule. Da das Schulgebäude am südöstlichen Ende der Promenade im April 1945 durch die alliierten Luftangriffe, welche vor allem der unmittelbar benachbarten Donaubrücke sowie den unweit liegenden Messerschmittwerken galten, zerstört wurde, zog das Gymnasium behelfsmäßig um. 1957, nun um einen Humanistischen Zweig erweitert und somit vollgültiges Gymnasium im bayerischen Sinne (also nicht mehr nur Realgymnasium), zog es schließlich auf das aktuelle Schulgelände, an das damals noch unmittelbar die Gemeinde Berg grenzte. Auf dem an der Reichsstraße von München bzw. Augsburg nach Nürnberg gelegenen Bauplatz war während des Dritten Reiches die Errichtung eines Gauforums nicht nur geplant, sondern wurde z. T. bereits sogar in die Tat umgesetzt (das dem Gymnasium benachbarte Gebäude der Donauwörther Jugendherberge).
Ab 1998 nahm die Schule am Comenius-Programm teil, das 2007 im Programm „Lebenslanges Lernen“ der Europäischen Union aufging. Ab 2002 war sie zudem an MODUS21 sowie dem BLK-SINUS-Projekt beteiligt. Von September 2006 bis Februar 2008 nahm sie an dem von der Stiftung Bildungspakt Bayern geförderten Modellversuch MODUS F teil. Im Jahre 2006 bekam das Gymnasium den Innere Schulentwicklung Innovationspreis verliehen.
Seit 2008 ist das Gymnasium Donauwörth eine bayerische Seminarschule mit den Unterrichtsfächern Deutsch, Englisch, Französisch, Geschichte, Latein, Psychologie mit schulpsychologischem Schwerpunkt und Sozialkunde. Seit dem Schuljahr 2010/11 wird eine Offene Ganztagsschule angeboten.
Im Jahr 2016 wurde das Gymnasium mit dem Titel Fairtrade-School ausgezeichnet.
Im Schuljahr 2024/25 begann das Gymnasium mit der Zertifizierung als „Klimaschule Bayern“.

## Persönlichkeiten
- Ingrid Baumgärtner (* 1957), Historikerin für Mittelalterliche Geschichte an der Universität Kassel, Abiturjahrgang 1976
- Veronika Eberle (* 1988), Geigerin, Abiturjahrgang 2008
- Martina Klement (* 1980), Verwaltungsjuristin und politische Beamtin, Abiturjahrgang 1999, seit 2023 Staatssekretärin für Digitalisierung und Verwaltungsmodernisierung sowie Chief Digital Officer in der Berliner Senatskanzlei.
- Ludwig Kronthaler (* 1957), Jurist, Vizepräsident der Humboldt-Universität zu Berlin, Realschulabschluss vor 1991
- Christian Lammel, Professor für Maschinenwesen an der TU München
- Eva Lettenbauer (* 1992), Abitur 2011, Politikerin, seit 2018 Mitglied des Bayerischen Landtags, seit 2019 bayerische Landesvorsitzende von Bündnis 90/Die Grünen
- Florian Luderschmid (* 1976), Abschlussjahrgang 1996, Verwaltungsjurist, seit September 2023 Regierungspräsident der Regierung von Oberfranken
- Wilfried Scharnagl (1938–2018), Journalist und Politiker (CSU)
- Georg Schmid (* 1953), 2007 bis 2013 Vorsitzender der CSU-Fraktion im Bayerischen Landtag, Abiturjahrgang 1972
- Jürgen Sorré  (* 1975), seit 2020 Oberbürgermeister von Donauwörth, Abiturjahrgang 1994
- Hans-Peter Trojek  (* 1968), Journalist, Abitur vor 1991

## Kooperationen
Das Gymnasium unterhält Kooperationen u. a. mit der Universität Augsburg, der Technischen Universität München, der Grenzebach-Gruppe, Airbus Helicopters, dem Bayerischen Rundfunk, der Stiftung Behindertenwerk St. Johannes, dem Bildungsportal Mebis, der Raiffeisen-Volksbank Donauwörth und der Sparkasse Donauwörth.